# Dzmitryj Pauliczenka
Dzmitryj Walerjewicz Pauliczenka (biał. Дзмі́трый Валер’евіч Паўлічэ́нка, ros. Дмитрий Валерьевич Павличенко, Dmitrij Walerjewicz Pawliczenko; ur. w 1966 w Witebsku) – białoruski wojskowy, pułkownik, były szef oddziałów specjalnych białoruskiego Ministerstwa Spraw Wewnętrznych. W 2000 roku został aresztowany przez białoruskie KGB i oskarżony o stworzenie Specjalnego Oddziału Szybkiej Reakcji „szwadronu śmierci”, który porywał i zabijał białoruskich opozycjonistów. Po wyborach prezydenckich w 2006 roku otrzymał zakaz wjazdu do krajów Unii Europejskiej i Stanów Zjednoczonych.
Pełnił funkcję dowódcy Brygady Specjalnego Przeznaczenia Wojsk Wewnętrznych MSW (в/ч 3214, Urucze, Mińsk). 6 października 2008 roku został odwołany ze stanowiska przez ministra spraw wewnętrznych Uładzimira Nawumaua. Zastąpił go płk. Juryj Karajeu. Wkrótce potem Pauliczenka przeszedł na emeryturę.

## Opinie na temat udziału w łamaniu praw człowieka
Według raportu przygotowanego przez polską Fundację Wolność i Demokracja, Dzmitryj Pauliczenka jest podejrzany o udział w porwaniu i zamordowaniu przeciwników politycznych Alaksandra Łukaszenki: Wiktara Hanczara, Anatola Krasouskiego, Juryja Zacharanki i Dzmitryja Zawadskiego, a także, że wielokrotnie kierował brutalnym rozpędzaniem demonstracji w Mińsku, osobiście katował wielu ich uczestników. 2 lutego 2011 roku znalazł się na liście pracowników organów administracji Białorusi, którzy za udział w domniemanych fałszerstwach i łamaniu praw człowieka w czasie wyborów prezydenckich w 2010 roku otrzymali zakaz wjazdu na terytorium Unii Europejskiej.
Został wpisany na listy sankcyjne Stanów Zjednoczonych, Wielkiej Brytanii, Szwajcarii i Kanady.